# Spatule (peinture)
Pour les articles homonymes, voir Spatule.

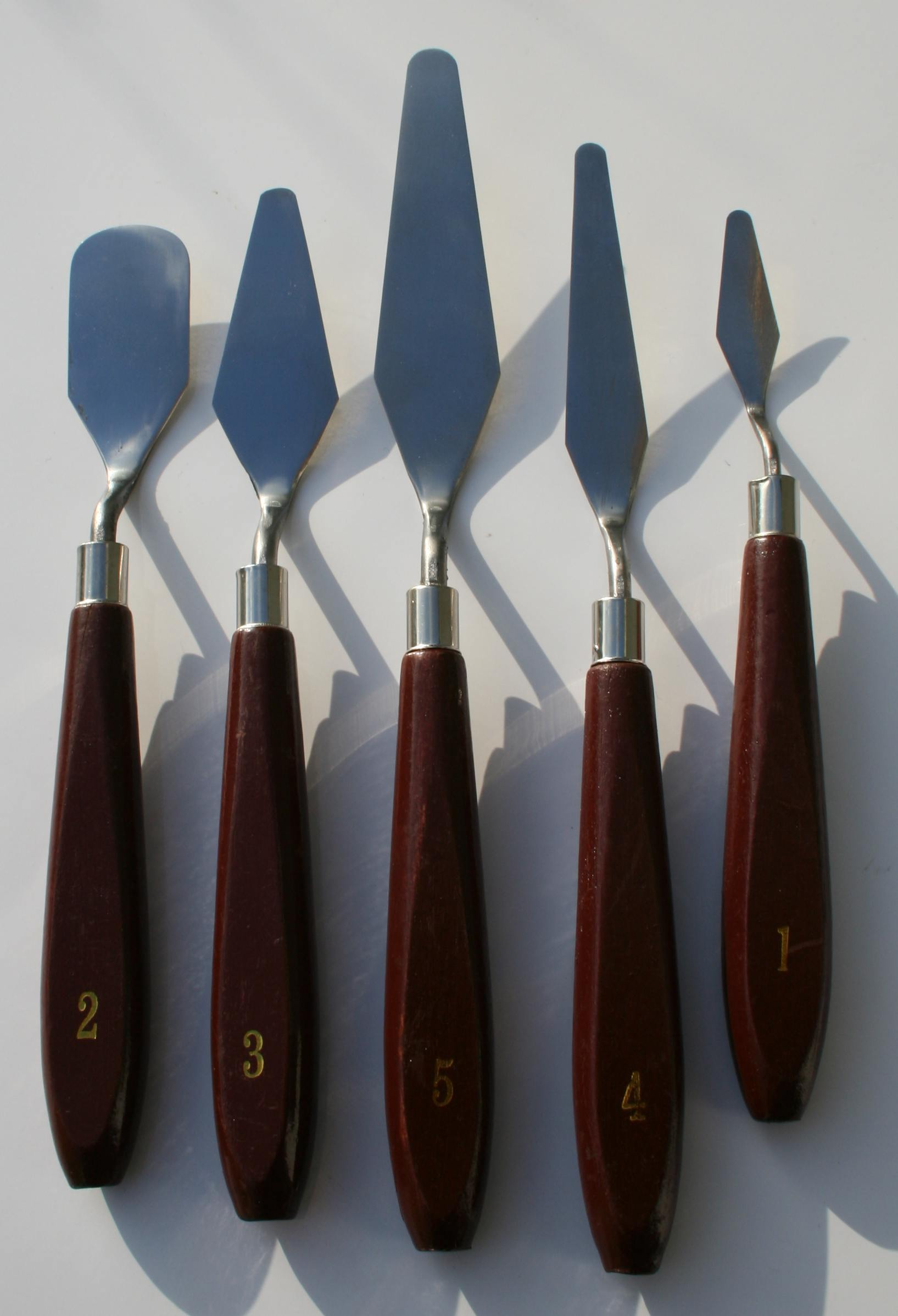
Plusieurs spatules.

Dans le domaine de la peinture, une spatule désigne un instrument en métal, en plastique ou en bois, en forme de petite pelle, destiné à étaler la peinture ou tout autre produit en rapport avec cette activité.
Les spatules se distinguent selon leur usage.

## Peinture artistique
On parle alors de couteau à peindre.
Elles se distinguent par la forme de leur extrémité : pointue et légèrement arrondie, biseautée ou plate.

## Peinture en bâtiments
Il existe 
- des spatules à maroufler,
- des spatules pour le grattage,

## Peinture routière
Les spatules utilisées pour l’étalage à la main de la peinture routière ou des enduits à froid sont plus larges que les spatules traditionnelles pour la peinture bâtiment.